# Žlebec Pušćanski
Žlebec Pušćanski is een plaats in de gemeente Pušća in de Kroatische provincie Zagreb. De plaats telt 96 inwoners (2001).